# دالاس (مسلسل 1978)
دالاس (بالإنجليزية: Dallas)‏ هو مسلسل دراما تم إنتاجه في الولايات المتحدة. بدأ عرضه في سنة 1978 على سي بي إس. بلغ عدد مواسم المسلسل 14 موسما، بلغ عدد حلقاته 357 حلقة، تم بث المسلسل لأول مرة بتاريخ 2 أبريل 1978 بينما تم بث آخر حلقة منه بتاريخ 3 مايو 1991 بعد أن استمر لقرابة 13 عاما. من بطولة جورج كينيدي، جيم ديفيس، ليندا جراي، لاري هاغمان، سوزان هوارد وجورج كينيدي.

## وصلات خارجية
- دالاس على موقع IMDb (الإنجليزية)
- دالاس على موقع ميتاكريتيك (الإنجليزية)
- دالاس على موقع الموسوعة البريطانية (الإنجليزية)
- دالاس على موقع روتن توميتوز (الإنجليزية)
- دالاس على موقع أول موفي (الإنجليزية)
- دالاس على موقع فيلمافينيتي (الإسبانية)
- دالاس على موقع كينوبويسك (الروسية)
- دالاس على موقع ألو سيني (الفرنسية)
- دالاس على موقع قاعدة بيانات الفيلم (الإنجليزية)
- الموقع الرسمي